# Metopius scitulus
Metopius scitulus är en stekelart som beskrevs av Cresson 1879. Metopius scitulus ingår i släktet Metopius och familjen brokparasitsteklar. Inga underarter finns listade i Catalogue of Life.